# Sympistis amissa
Sympistis amissa är en fjärilsart som beskrevs av Lefèbvre 1836. Sympistis amissa ingår i släktet Sympistis och familjen nattflyn. Inga underarter finns listade i Catalogue of Life.